# Kő József
Kő József (Kövesd, 1902. január 4. – Ásványráró, 1956. április 18.) a Rákosi-rendszerben politikai okok miatt bebörtönzött papok egyike.

## Élete
A Sopron vármegyei Kövesden (napjainkban Sopronkövesd) született 1902. január 4-én. Teológiát Esztergomban hallgatott. 1925. június 21-én szentelték pappá. Ezután hitoktatóként dolgozott Budapesten. 1926-ban káplán Budapest Felső-Vízivárosban, 1930 júniusától Budapest-Lőportárdűlőben, 1935-ben szintén a fővárosban hittanár az Isteni Megváltó Leányai iskolájában. 1945-ben plébánoshelyettes Barton, később hittanár Budapesten, majd plébánoshelyettes Nagyorosziban. 1950-ben elhurcolták, bíróság elé állították és elítélték. Büntetését a váci börtönben töltötte. 1952-ben kiszabadult, majd még 1952-ben újra letartóztatták és más fegyházba vitték internálás címén. 1953-ban szabadult véglegesen. 1953-ban plébánoshelyettes Ásványrárón, és a hédervári espereskerület espereshelyettese lett. Szelíd, buzgó, népszerű lelkipásztor volt. A börtönben töltött évek aláásták az egészségét. Nem érte meg a plébánosi kinevezését. Ásványrárón hunyt el életének 54., papságának 31. évében 1956. április 18-án. Ásványrárón, az ásványi temetőben helyezték végső nyugalomra.